# Гёки
Гёки (яп. 行基 Ге:ки, 668, уезд Отори, провинция Кавати, Япония—749, храм Сугавара, Нара, Япония), также Гёги — буддийский монах и проповедник из Японии, живший в эпохи Асука и Нара. Активно занимался проповедью в провинции и имел напряженные отношения со столичными религиозными институциями. Прославился своей просветительской и благотворительной деятельностью, обрёл огромную популярность в народе. Был объявлен реинкарнацией бодхисаттвы Манджушри. По поручению Императора Сёму (яп. 聖武天皇 Сё:му тэнно:, 701—756) собирал средства на изваяние статуи Большого Будды в храме Тодайдзи. Стал первым в Японии монахом, которому было присвоено наивысшее звание в монашеской иерархии — дайсодзё (яп. 大僧正 дайсо:дзё:, «архиепископ»).